# Campionati europei di atletica leggera 2016 - Lancio del martello femminile
Il lancio del martello femminile ai Campionati europei di atletica leggera 2016 si è svolto il 6 e il 8 luglio 2016.

## Programma
| Data          | Ora   | Turno          |
| ------------- | ----- | -------------- |
| 6 luglio 2016 | 10:45 | Qualificazioni |
| 8 luglio 2016 | 18:10 | Finale         |

## Risultati

### Qualificazioni
Si qualificano alla finale le atlete che lanciano 70,00 metri (Q) o le dodici migliori misure (q).
| Class | Gruppo | Nome                | Nazione       | #1    | #2    | #3    | Risultati | Note |
| ----- | ------ | ------------------- | ------------- | ----- | ----- | ----- | --------- | ---- |
| 1     | B      | Anita Włodarczyk    | Polonia       | 65.79 | 73.94 |       | 73.94     | Q    |
| 2     | A      | Betty Heidler       | Germania      | 71.46 |       |       | 71.46     | Q    |
| 3     | B      | Hanna Skydan        | Azerbaigian   | 70.41 |       |       | 70.41     | Q    |
| 4     | A      | Kateřina Šafránková | Rep. Ceca     | 63.61 | 70.04 |       | 70.04     | Q    |
| 5     | A      | Zalina Marghieva    | Moldavia      | x     | 70.04 |       | 70.04     | Q    |
| 6     | A      | Sophie Hitchon      | Gran Bretagna | 67.46 | 68.73 | 69.48 | 69.48     | q    |
| 7     | B      | Iryna Novozhylova   | Ucraina       | 65.33 | 69.42 | 66.80 | 69.42     | q    |
| 8     | B      | Joanna Fiodorow     | Polonia       | 69.35 | x     | 68.99 | 69.35     | q    |
| 9     | A      | Malwina Kopron      | Polonia       | 68.21 | 68.64 | 69.23 | 69.23     | q    |
| 10    | B      | Martina Hrašnová    | Slovacchia    | 68.37 | x     | 65.00 | 68.37     | q    |
| 11    | B      | Tracey Andersson    | Svezia        | 62.76 | 65.89 | 68.08 | 68.08     | q    |
| 12    | B      | Berta Castells      | Spagna        | 68.07 | 66.96 | 63.53 | 68.07     | q    |
| 13    | B      | Merja Korpela       | Finlandia     | 67.78 | 67.33 | 64.72 | 67.78     |      |
| 14    | B      | Marina Nichișenco   | Moldavia      | 66.89 | 67.76 | x     | 67.76     |      |
| 15    | A      | Alena Sobaleva      | Bielorussia   | 66.78 | 65.37 | x     | 66.78     |      |
| 16    | A      | Inga Linna          | Finlandia     | 64.91 | 66.01 | 66.53 | 66.53     |      |
| 17    | B      | Kıvılcım Salman     | Turchia       | x     | 65.97 | 62.23 | 65.97     |      |
| 18    | A      | Éva Orbán           | Ungheria      | x     | 65.86 | 65.40 | 65.86     |      |
| 19    | A      | Alyona Shamotina    | Ucraina       | x     | 65.69 | 65.29 | 65.69     |      |
| 20    | B      | Barbara Špiler      | Slovenia      | 65.56 | x     | 61.82 | 65.56     |      |
| 21    | A      | Laura Redondo       | Spagna        | 65.23 | 63.82 | x     | 65.23     |      |
| 22    | B      | Charlene Woitha     | Germania      | 62.72 | 63.82 | 64.90 | 64.90     |      |
| 23    | A      | Marinda Petersson   | Svezia        | 64.65 | x     | 62.33 | 64.65     |      |
| 24    | A      | Alena Krechyk       | Bielorussia   | 64.42 | 61.30 | x     | 64.42     |      |
| 25    | B      | Kathrin Klaas       | Germania      | 60.61 | 64.39 | x     | 64.39     |      |
| 26    | B      | Hanna Malyshchyk    | Bielorussia   | 63.16 | x     | x     | 63.16     |      |
| 27    | A      | Veronika Kaňuchová  | Slovacchia    | 62.86 | x     | x     | 62.86     |      |
| 28    | A      | Tuğçe Şahutoğlu     | Turchia       | 62.37 | 61.91 | 61.30 | 62.37     |      |
| -     | A      | Alexandra Tavernier | Francia       | x     | x     | x     | nm        |      |
| -     | B      | Fruzsina Fertig     | Ungheria      | x     | x     | x     | nm        |      |

### Finale
La finale è stata vinta dalla polacca Anita Włodarczyk.
| Class   | Atleta              | Nazione       | #1    | #2    | #3    | #4    | #5    | #6    | Risultato | Note                                     |
| ------- | ------------------- | ------------- | ----- | ----- | ----- | ----- | ----- | ----- | --------- | ---------------------------------------- |
| Oro     | Anita Włodarczyk    | Polonia       | 72.82 | 75.73 | 77.11 | 77.65 | 78.12 | 78.14 | 78.14     |                                          |
| Argento | Betty Heidler       | Germania      | 71.27 | 73.19 | 75.77 | 71.31 | 73.64 | 74.35 | 75.77     | Miglior prestazione personale stagionale |
| Bronzo  | Hanna Skydan        | Azerbaigian   | x     | 71.07 | 73.83 | 72.20 | 73.69 | 69.89 | 73.83     |                                          |
| 4       | Sophie Hitchon      | Gran Bretagna | 70.91 | 71.74 | 71.33 | 70.03 | 71.59 | 71.41 | 71.74     |                                          |
| 5       | Zalina Marghieva    | Moldavia      | 70.26 | 68.25 | 71.04 | 70.49 | 68.77 | 71.73 | 71.73     |                                          |
| 6       | Malwina Kopron      | Polonia       | 70.91 | 68.32 | 67.66 | x     | x     | 69.41 | 70.91     |                                          |
| 7       | Martina Hrašnová    | Slovacchia    | 70.62 | 67.95 | 70.02 | 69.75 | x     | 69.82 | 70.62     |                                          |
| 8       | Iryna Novozhylova   | Ucraina       | 70.18 | 68.34 | 64.69 | 66.85 | 68.74 | x     | 70.18     |                                          |
| 9       | Kateřina Šafránková | Rep. Ceca     | 69.55 | 68.37 | x     |       |       |       | 69.55     |                                          |
| 10      | Joanna Fiodorow     | Polonia       | 68.80 | 69.35 | 69.48 |       |       |       | 69.48     |                                          |
| 11      | Tracey Andersson    | Svezia        | 67.08 | 65.03 | x     |       |       |       | 67.08     |                                          |
| 12      | Berta Castells      | Spagna        | x     | x     | 63.27 |       |       |       | 63.27     |                                          |